# (7129) 1991 VE1
A (7129) 1991 VE1 a Naprendszer kisbolygóövében található aszteroida. Ueda, S., Kaneda, H. fedezte fel 1991. november 4-én.